# Золотницкое (Черниговская область)
Золотницкое (укр. Золотницьке) — бывшее село в Корюковском районе Черниговской области Украины. Село было подчинено Охрамиевичскому сельсовету.

## История
По состоянию на 1988 год население — 10 человек. Решением Черниговского областного совета от 22.12.1995 года село снято с учёта, в связи с переселением жителей.

## География
Было расположено юго-восточнее села Лупасово. Была одна улица. Восточнее расположено кладбище.